# 贾斯廷·奥尔森
贾斯廷·奥尔森（英語：Justin Olsen，1987年4月16日—），美国男子雪车运动员。他曾代表美国参加2010年、2014年和2018年冬季奥林匹克运动会雪车比赛，其中2010年冬季奥运会获得一枚金牌。